# 奥林匹亚考古遗址
奥林匹亚考古遗址是古代奥林匹克运动会的遗址，又是古代厄利斯用以祭拜宙斯的宗教中心。其中由菲迪亚斯所作的奥林匹亚宙斯神像是世界七大奇蹟之一。
早在希腊青铜时代中期在后来奥林匹亚的阿尔提斯就已经有一个居民点。迈锡尼文明时期当地却只留下了少数遗蹟，而在奥林匹亚西边的一个高地上则有一个重要的居民点。前10世纪或者前9世纪里奥林匹亚成为一个圣地，其最重要的大型建筑是在前4世纪成形的。426年拜占庭皇帝狄奧多西二世下令禁止在奥林匹亚从事圣事来克服古老宗教的影响，推广基督教。

## 阿尔提斯
阿尔提斯是奥林匹亚圣地中心部分的称呼。这个中心地区最早是围绕着一个青铜器时代的墓丘形成的，传说这个幕丘是海格力斯为珀罗普斯堆起的。这里也是为宙斯牺牲的圣坛。另一个圣事的中心是一座小丘上的一条裂缝。这里曾经有一个神谕。一开始这个神谕是一个女神主管，后来变成了宙斯的神谕。而且这个神谕一直到有历史记载的时候依然存在。
在圣地内出现了多座神庙和圣坛，这些神庙和圣坛供奉不同的神。保萨尼亚斯共数出了69位神。在北部的山坡上有众多希腊城邦建造的存放圣器的仓库，在这些仓库的西边是奥林匹亚的市议会厅。渐渐地阿尔提斯积累了许多奉献品，主要是为了纪念和感谢胜利的塑像和其它纪念碑。4世纪时阿尔提斯被一座围墙围绕，这座围墙可能有五座门。
圣地外还有许多其它管理和为圣地服务的建筑，以及竞技场。奥林匹亚最大的建筑是一座前4世纪建造的旅店，这座旅店在罗马时期被改造。运动员在3世纪建造的体育馆进行训练，在运动场进行比赛。奥林匹亚的运动场前还有一座辉煌的大门。在希腊时期就已经建造的浴场边上罗马人还建造了多座温浴。通过其附近找到的垃圾可以将一座5世纪的建筑确定为为神庙塑造巨型的宙斯神像的工场。巨大的赛车场被附近的河流的洪水冲塌后已经不复存在。

## 赫拉神庙
赫拉神庙位于阿尔提斯的北区，它是圣地内最老的围柱式神庙和希腊最早的多立克式神庙之一。这座神庙可能建造在一个更老的祭祀场地之上，它是前600年左右建造的，是伯罗奔尼撒半岛西部的一座城市奉献的。这座神庙一开始可能是献给宙斯的，后来，约前580年厄利斯开始控制奥林匹亚时它才被奉献给赫拉。4世纪初的一场地震摧毁了这座神庙，此后它未被重建。
神庙的基座为50.01x18.76米，其宽边有6根围柱，长边有16根围柱，总的来说它的地基很瘦长。一开始这座神庙是木制的，后来才渐渐改造为石头的。因为这个改修过程很长，因此各个部分的风格也不一样，反映出了改造时期的风格。比如其围柱各不相同。直到罗马帝国时期保萨尼亚斯还报道说后厅有一根柱子还是木头的。基部的墙是石头的，以上是用古老的方式使用泥砖砌的。顶部突出的地方用木头覆盖来保护边角部分的泥，今天还看得到木头固定用的凹穴。立柱上的横梁是木头做的，因此这些横梁也没有保存下来。屋顶的边缘有山花顶饰，这些顶饰的直径有2.5米，是整块烧成的。
保萨尼亚斯说神庙内有两幅神像：赫拉的坐像和宙斯的立像。此外神庙还被用来保存许多其它物件比如许多神像和奉献物品。其中之一是保存至今的奥林匹亚的赫尔墨斯像。此外在奥林匹克运动会上胜者的桂冠也被存放在赫拉神庙裡。今天奥林匹克圣火就在这座神庙的遗址上点燃。

## 宙斯神庙

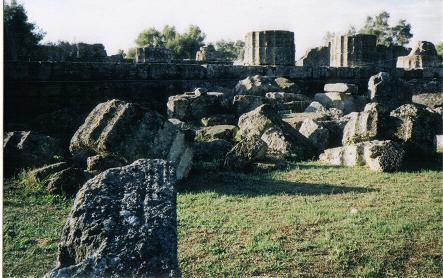
宙斯神庙遗蹟

宙斯神庙是前470年至前456年建成的，其风格是科林斯柱式风格。其基座为64x28米，宽边有六根立柱，长边有13根立柱。它是欧洲古代早期最重要的建筑之一。其山墙上有大理石雕刻：正面东边的山墙上是当地的一个传说，珀罗普斯与厄利斯的国王赛跑，宙斯是命运的主宰，他面向右边的珀罗普斯，最后珀罗普斯赢了；背面西方的山墙上雕刻的是拉比斯人与半人马作战；内厅的门廊上雕刻着海格力斯的十二件伟绩。内厅里是12米多高的宙斯神像，它是世界七大奇蹟之一。
塑造这座神像的工场位于神庙以西约100米的地方。拜占庭时期这座神庙被改为教堂。6世纪的一场地震使得神庙倒塌，基墙以上的建筑全部摧毁。
2004年在雅典举行的奥林匹克运动会开幕前人们将一根倒塌的神庙立柱（北侧从西边开始数第二根）重新树起，并在它10.5米高的顶端装上了一块12吨重的、按照原型复制的立柱头，这样参观的人可以想像出原来神庙的规模。

## 体育场
体育场被发掘后，于1961年恢复到了前4世纪时的樣貌。与此前的体育场相比这个时候的体育场向东北移了75米。这个体育场长213米，宽31至32米，其跑道的起点和终点的沟依然保存，跑道长192.28米。它的周围是简单的草坡，这里可以坐4.5万观众。只有一个比较小的观众台是石头做的。这个观众台是为裁判和赫拉神庙的最高女祭司设立的。这位最高女祭司也是唯一允许参加观看比赛的妇女。运动员入场的地方是从阿尔提斯穿过西侧的草坡的一条拱道。赛跑是运动员朝宙斯圣坛，也就是朝阿尔提斯的方向跑。

## 奧林匹亞聖域格局圖

1：東北方山门（希臘語：Προπύλαια；英語：Propylaea、Propylon）
– 2：市政厅 (古希臘)（Prytaneion，音譯：普里塔內翁）
– 3：腓力的圓形神廟（Philippeion）
– 4：赫拉神廟(奧林匹亞)
– 5：珀罗普斯陵（Pelopion，音譯：派洛皮翁）
– 6：赫羅狄斯·阿提庫斯（Herodes Atticus）水神廟（Nymphaeum，寧芙女神祭壇）
– 7：母神之廟（Metroon，音譯：梅特隆）
– 8：奧林匹亞寶庫
– 9：地窖（為一拱型走道通向田徑場）
– 10：體育場
– 11：回音女神厄科柱廊（Echo stoa）
– 12：托勒密二世（Ptolemy II）以及阿爾西諾伊二世（Arsinoe II）時代的建築
– 13：赫斯提雅女神柱廊（Hestia stoa）
– 14：希臘化時期的建築
– 15：宙斯神廟
– 16：宙斯祭壇
– 17：亚该亚人（Achaeans）還願處
– 18：梅基多斯（Mikythos）還願處
– 19：帕奧紐斯奉獻的勝利女神尼刻柱子
– 20：體育館
– 21：角力學校 (奧林匹亞)（Palaestra）
– 22：祭司住房（Theokoleon）
– 23：英雄祠(古希腊)（Heroon）
– 24：菲迪亞斯（Phidias）工藝室與古基督教會堂（Paleochristian Basilica）
– 25：科拉德奧斯（Kladeos）浴場
– 26：希臘浴場
– 27以及28：宿舍
– 29：選手村 (奧林匹亞)（又名奧運村，希臘語：Λεωνίδαιον，英語：Leonidaion，音譯：里奧內達翁）
– 30：南邊浴場
– 31：議事廳（Bouleuterion，音譯：波雷烏特利歐）
– 32：南邊柱廊（South stoa）
– 33：尼祿別墅（Villa of Nero）
寶庫
I：西库翁（Sicyon）
– II：锡拉库扎（Syracuse, Sicily）
– III：埃皮丹那斯（Epidamnus）？
– IV：拜占庭（Byzantium）？
– V：錫巴里斯（Sybaris）？
– VI：昔蘭尼（Cyrene, Libya）？
– VII：尚未確認（學術上）
– VIII：祭壇？
– IX：塞利農特（Selinunte）
– X：米太旁登（Metapontum）
– XI：墨伽拉（Megara）
– XII：傑拉（Gela）

## 重新发现和发掘
早在1723年就已经有人建议科孚岛的大主教发掘奥林匹亚。1766年英国神学家和学者理查德·钱德勒到达奥林匹亚。1768年溫克爾曼做发掘奥林匹亚的计划，但他突然逝世，未能进行。1787年一名法国人首次为当地画了一张地形图，并对附近地区进行描述。此后数名著名英国考古学家到达奥林匹亚，1806年两名英国考古学家首次在宙斯神庙遗址上进行小规模的发掘。1811年和1813年英国学者对当地绘制了详细的地形图。1829年一队法国考古学家在两个月的时间内将宙斯神庙基本上发掘出来。
从1875年至1881年德国考古学家首次对奥林匹亚进行系统性的发掘。由于保萨尼亚斯对奥林匹亚有过非常详细的描写，因此几乎所有被发掘出来的建筑均能被确认。被发掘的古物被陈列在一座新建立的、位于发掘地边缘的博物馆中。1897年这次发掘的详细的、学术论文也被发表。
1936年柏林奥运会举行后德国考古研究所于1937年又开始在奥林匹亚进行发掘。除一些中断外这个发掘工作进行至今。其间体育场被发掘并于1961年重新使用。雕塑家菲迪亚斯的工场也是在这个发掘阶段里被发现的。

## 2004年奥运会
2004年夏季奥林匹克运动会的主要场地是在雅典，不过在奥林匹亚的古体育场也进行了一些比赛，比如铅球在奧林匹亞體育場舉辦。考古学家对此表示抗议，因为他们怕损坏发掘场地。